# An Invitation and an Attack
An Invitation and an Attack è un cortometraggio muto del 1915 diretto da Charles Brabin.
Terzo episodio della serie Edison Young Lord Stranleigh.

## Produzione
Il film fu prodotto dalla Edison Company.

## Distribuzione
Distribuito dalla General Film Company, il film - un cortometraggio in due bobine - uscì nelle sale cinematografiche USA il 29 gennaio 1915.